# Miguel Mariano Gómez

Miguel Mariano Gómez

Miguel Mariano Gómez (Miguel Mariano Gómez y Arias; * 6. Oktober 1890 in Sancti Spíritus, Kuba; † 26. Oktober 1950 in Havanna, Kuba) Sohn des kubanischen Präsidenten José Miguel Gómez, war ein kubanischer Politiker und vom 20. Mai bis zum 24. Dezember 1936 Präsident Kubas.
An der Universität von Havanna studierte Gómez Jura und wurde anschließend Rechtsanwalt. 1914 wurde er Mitglied des kubanischen Parlamentes und behielt sein Mandat, bis er 1926 zum Bürgermeister von Havanna gewählt wurde. Zusammen mit seinem Vater nahm er an einer bewaffneten Revolution gegen den amtierenden Präsidenten, General Mario García Menocal, teil. Er gehörte zur Opposition gegen den Diktator Gerardo Machado y Morales. Erst 1933, nach dem Sturz Machados, konnte er aus dem New Yorker Exil nach Kuba zurückkommen. Unter der Präsidentschaft von Carlos Mendieta y Montefur wurde Gómez wieder Bürgermeister von Havanna.
Sein politisches Prestige gewann Miguel Gómez als Bürgermeister von Havanna. Unter seiner Leitung wurden unter anderem die Frauenklinik Hospital de Maternidad, das Kinderkrankenhaus Hospital Infantil und die Schule Escuela José Miguel Gomez gebaut. Er galt als sozial engagierter Politiker, der für seine Stadt viel erreichte.
Mit diesem Ansehen aus seiner Amtszeit als Bürgermeister wurde Gómez 1936 Präsident der Republik Kuba. Seine Pläne zur Einrichtung von 3000 Landschulen führten zu Auseinandersetzungen mit dem Armeechef Fulgencio Batista. Als Gómez sich weigerte, ein vom Parlament beschlossenes Gesetz, das die Finanzierung der Landschulen durch eine Zuckersteuer vorsah, auszuführen, wurde er vom Parlament nach nur sieben Monaten Amtszeit abgesetzt.